# Sainte-Marguerite-Marie
Sainte-Marguerite-Marie, till 2010 Sainte-Marguerite, är en kommun i provinsen Québec i Kanada. Den ligger i regionen Bas-Saint-Laurent, i den östra delen av landet, 700 km öster om huvudstaden Ottawa.